# Eciton dulcium
Eciton dulcium é uma espécie de formiga do gênero Eciton.